# Gmina Bystrzyca Kłodzka
Gmina Bystrzyca Kłodzka je městsko-vesnická gmina v okrese Kladsko v Dolnoslezském vojvodství v jihozápadním Polsku. Sídlem gminy je město Bystrzyca Kłodzka. V roce 2021 zde žilo 18 390 obyvatel, rozlohu má 337,82 km² a zabírá 20,6 % rozlohy okresu. Sestává ze samotného města Bystrzyca Kłodzka a dalších 33 starostenství.

## Části gminy
Starostenství
Długopole Dolne, Długopole-Zdrój, Gorzanów, Huta, Idzików, Kamienna, Lasówka, Marcinków, Marianówka, Mielnik, Międzygórze, Młoty, Mostowice, Nowa Bystrzyca, Nowa Łomnica, Nowy Waliszów, Paszków, Piotrowice, Pławnica, Pokrzywno, Poniatów, Ponikwa, Poręba, Rudawa, Spalona, Stara Bystrzyca, Stara Łomnica, Starkówek, Starý Waliszów, Szczawina, Szklarka, Szklary, Topolice, Wilkanów, Wójtowice, Wyszki, Zabłocie, Zalesie.
Sídla bez statusu starostenství
Biała Woda, Góra Igliczna, Piaskowice, Stara Bystrzyca (kolonie), Stara Lomnica (kolonie).